# Vanda limbata
Vanda limbata là một loài phong lan bản địa của Java, quần đảo Nusa Tenggara và Philippines.
- Tư liệu liên quan tới Vanda limbata tại Wikimedia Commons
- Dữ liệu liên quan tới Vanda limbata tại Wikispecies